# Tippecanoe (comté de Kosciusko)
Pour les articles homonymes, voir Tippecanoe.
Tippecanoe est un township situé dans le comté de Kosciusko dans l'état de l'Indiana.
Sa population était de 6 661 habitants en 2010.